# Atletism la Jocurile Olimpice de vară din 2024 - Aruncarea ciocanului (masculin)
Proba de atletism aruncarea ciocanului masculin de la Jocurile Olimpice de vară din 2024 a avut loc în perioada 2 - 4 august 2024 pe Stade de France.

## Recorduri
Înaintea acestei competiții, recordurile mondiale și olimpice erau următoarele:
| Record           | Atlet                  | Timp    | Loc                         | Data               |
| ---------------- | ---------------------- | ------- | --------------------------- | ------------------ |
| Recordul mondial | Yuriy Sedykh (URS)     | 86,74 m | Stuttgart, Germania de Vest | 30 august 1986     |
| Recordul olimpic | Serghei Litvinov (URS) | 84,80 m | Seul, Coreea de Sud         | 26 septembrie 1988 |

## Program
Orele sunt ora Franței (UTC+1) 
| Data                    | Oră   | Etapă      |
| ----------------------- | ----- | ---------- |
| Vineri, 2 august 2024   | 10:00 | Calificări |
| Duminică, 4 august 2024 | 18:30 | Finala     |

## Rezultate

### Calificări
S-au calificat în finală cei care au reușit o aruncare de cel puțin 77,00 m (C) sau atleții cu cele mai bune 12 rezultate (c).
| Loc | Grupă | Atlet                  | Țară                       | 1     | 2     | 3     | Distanță | Note  |
| --- | ----- | ---------------------- | -------------------------- | ----- | ----- | ----- | -------- | ----- |
| 1   | B     | Ethan Katzberg         | Canada                     | X     | 79,93 |       | 79,93    | C     |
| 2   | A     | Rowan Hamilton         | Canada                     | 76,97 | X     | 77,78 | 77,78    | C, PB |
| 3   | A     | Mîhailo Kohan          | Ucraina                    | X     | 77,42 |       | 77,42    | C     |
| 4   | B     | Rudy Winkler           | Statele Unite ale Americii | 77,29 |       |       | 77,29    | C     |
| 5   | B     | Eivind Henriksen       | Norvegia                   | X     | 77,14 |       | 77,14    | C, SB |
| 6   | B     | Bence Halász           | Ungaria                    | 76,84 | 72,89 | 76,90 | 76,90    | c     |
| 7   | A     | Yann Chaussinand       | Franța                     | X     | 75,43 | 76,86 | 76,86    | c     |
| 8   | A     | Thomas Mardal          | Norvegia                   | X     | 75,43 | 76,78 | 76,78    | c     |
| 9   | B     | Paweł Fajdek           | Polonia                    | X     | X     | 76,56 | 76,56    | c     |
| 10  | A     | Wojciech Nowicki       | Polonia                    | X     | 76,32 | 75,50 | 76,32    | c     |
| 11  | B     | Christos Frantzeskakis | Grecia                     | 75,53 | 73,94 | 74,21 | 75,53    | c     |
| 12  | B     | Merlin Hummel          | Germania                   | 75,25 | X     | X     | 75,25    | c     |
| 13  | B     | Adam Keenan            | Canada                     | X     | 69,97 | 74,45 | 74,45    | SB    |
| 14  | B     | Denzel Comenentia      | Olanda                     | X     | 72,17 | 74,31 | 74,31    |       |
| 15  | A     | Ragnar Carlsson        | Suedia                     | 72,72 | 73,96 | 73,94 | 73,96    |       |
| 16  | B     | Volodymyr Myslyvčuk    | Cehia                      | 73,84 | X     | X     | 73,84    |       |
| 17  | A     | Matija Gregurić        | Croația                    | 71,48 | 72,94 | 73,69 | 73,69    |       |
| 18  | A     | Serghei Marghiev       | Republica Moldova          | 73,46 | X     | 70,73 | 73,46    |       |
| 19  | A     | Wang Qi                | China                      | 65,43 | 72,52 | 69,60 | 72,52    |       |
| 20  | B     | Gabriel Kehr           | Chile                      | 72,28 | 72,12 | 72,31 | 72,31    |       |
| 24  | A     | Humberto Mansilla      | Chile                      | 71,75 | 71,83 | 70,81 | 71,83    |       |
| 25  | A     | Donát Varga            | Ungaria                    | 69,95 | 71,65 | 69,71 | 71,65    |       |
| 28  | A     | Sören Klose            | Germania                   | 71,20 | X     | X     | 71,20    |       |
| 30  | A     | Mostafa Elgamel        | Egipt                      | 68,12 | 68,65 | 70,09 | 70,09    |       |
| 31  | A     | Patrik Hájek           | Cehia                      | 67,96 | 68,45 | 68,80 | 68,80    |       |
| 21  | B     | Dániel Rába            | Ungaria                    | 71,37 | X     | 72,29 | 72,29    |       |
| 22  | B     | Diego del Real         | Mexic                      | 69,39 | 72,10 | X     | 72,10    |       |
| 23  | B     | Joaquín Gómez          | Argentina                  | X     | 64,94 | 72,10 | 72,10    |       |
| 26  | B     | Jerome Vega            | Puerto Rico                | 69,19 | 71,61 | 70,44 | 71,61    |       |
| 27  | B     | Özkan Baltacı          | Turcia                     | X     | 71,40 | 71,24 | 71,40    |       |
| 29  | A     | Michail Anastasakis    | Grecia                     | X     | 70,14 | X     | 70,14    |       |
|     | A     | Daniel Haugh           | Statele Unite ale Americii | X     | X     | X     | FR       |       |

### Finala
| Loc | Atlet                  | Țară                       | 1     | 2     | 3     | 4            | 5            | 6            | Distanță | Note |
| --- | ---------------------- | -------------------------- | ----- | ----- | ----- | ------------ | ------------ | ------------ | -------- | ---- |
| 1   | Ethan Katzberg         | Canada                     | 84,12 | 82,28 | X     | X            | X            | X            | 84,12    |      |
| 2   | Bence Halász           | Ungaria                    | 77,58 | 78,84 | 79,97 | 79,94        | 77,66        | 79,82        | 79,97    |      |
| 3   | Mîhailo Kohan          | Ucraina                    | 78,54 | 79,39 | X     | 78,17        | 76,53        | 79,24        | 79,39    |      |
| 4   | Eivind Henriksen       | Norvegia                   | 76,45 | 79,18 | X     | X            | 76,11        | X            | 79,18    | SB   |
| 5   | Paweł Fajdek           | Polonia                    | 78,01 | 77,22 | 78,57 | 78,80        | X            | 76,64        | 78,80    |      |
| 6   | Rudy Winkler           | Statele Unite ale Americii | 77,92 | X     | X     | X            | 71,90        | X            | 77,92    |      |
| 7   | Wojciech Nowicki       | Polonia                    | 77,42 | 77,28 | 76,75 | 77,03        | X            | 75,92        | 77,42    |      |
| 8   | Yann Chaussinand       | Franța                     | X     | X     | 77,38 | 77,15        | X            | X            | 77,38    |      |
| 9   | Rowan Hamilton         | Canada                     | 76,59 | X     | X     | nu a avansat | nu a avansat | nu a avansat | 76,59    |      |
| 10  | Merlin Hummel          | Germania                   | 74,85 | 76,03 | X     | nu a avansat | nu a avansat | nu a avansat | 76,03    |      |
| 11  | Thomas Mardal          | Norvegia                   | 74,25 | 73,68 | X     | nu a avansat | nu a avansat | nu a avansat | 74,25    |      |
| 12  | Christos Frantzeskakis | Grecia                     | X     | 73,34 | X     | nu a avansat | nu a avansat | nu a avansat | 73,34    |      |